# Hedwig Matuschek
Hedwig Matuschek (* 1. September 1903 in Gleiwitz; † 16. September 1992) war eine hessische Politikerin (CDU) und Abgeordnete des Hessischen Landtags.

## Ausbildung und Beruf
Hedwig Matuschek besuchte nach der Obersekundareife die Handelsschule. Bis 1948 war sie Sachbearbeiterin für Personal und Verwaltung bei der Feuersozietät der Provinz Sachsen in Magdeburg. Aus politischen Gründen Er musste sie 1948 in den Westen flüchten und wurde dort Bürovorsteherin bei einer Wirtschaftsprüfungs- und Steuerberatungsgesellschaft in Gießen.

## Politik
Hedwig Matuschek trat im August 1945 der CDU in Magdeburg bei und war dort Stadtverordnete. Nach der Flucht war sie 1953 bis 1961 Mitglied des Hauptvorstandes der Exil-CDU und Leiterin des Frauenausschusses des Exil-CDU. In der CDU Hessen war sie Mitglied des Frauenausschusses der CDU-Hessen, 1960 bis 1971 Mitglied des Landesvorstandes der CDU-Hessen und Vorsitzende der CDU-Frauenvereinigung Hessen. 1965 bis 1972 arbeitete sie als Vorsitzende der Kommunal-Kommission der Deutschen-Sektion der Europäischen Frauenunion und 1967 bis 1979 als Schatzmeisterin des Büros für staatsbürgerliche Frauenarbeit e.V. in Wiesbaden.
Von 1960 bis 1968 Mitglied des Kreistags Wetzlar, vom 1. Dezember 1958 bis zum 30. November 1966 Mitglied des Hessischen Landtags. 1964 war sie Mitglied der 4. Bundesversammlung.